# Norddeutsche Hotel- und Gaststätten Nachrichten
Die Norddeutsche Hotel- und Gaststätten Nachrichten (NHGN; Untertitel Fachzeitung für das Gastgewerbe) ist die  eine gastronomische Fachzeitung in Norddeutschland.

## Geschichte und Vertrieb
Gegründet wurde sie 1893. Herausgeber ist der kwie medien Verlag W. Kwiecinski in 30625 Hannover. Die Zeitung richtet sich an Unternehmer und Führungskräfte in der Hotellerie und Gastronomie. Das Jahresabonnement liegt 2011 bei 52 €.